# Campagna-de-Sault
Campagna-de-Sault – miejscowość i gmina we Francji, w regionie Oksytania, w departamencie Aude.
Według danych na rok 1990 gminę zamieszkiwało 12 osób, a gęstość zaludnienia wynosiła 1 osób/km² (wśród 1545 gmin Langwedocji-Roussillon Campagna-de-Sault plasuje się na 884. miejscu pod względem liczby ludności, natomiast pod względem powierzchni na miejscu 649.).